# سفيري ستين
سفيري ستين (بالنرويجية البوكمول: Sverre Steen)‏ هو بروفيسور ومؤرخ نرويجي، ولد في 1 أغسطس 1898، وتوفي في 23 يونيو 1983.